# Bartolomeo Cattaneo

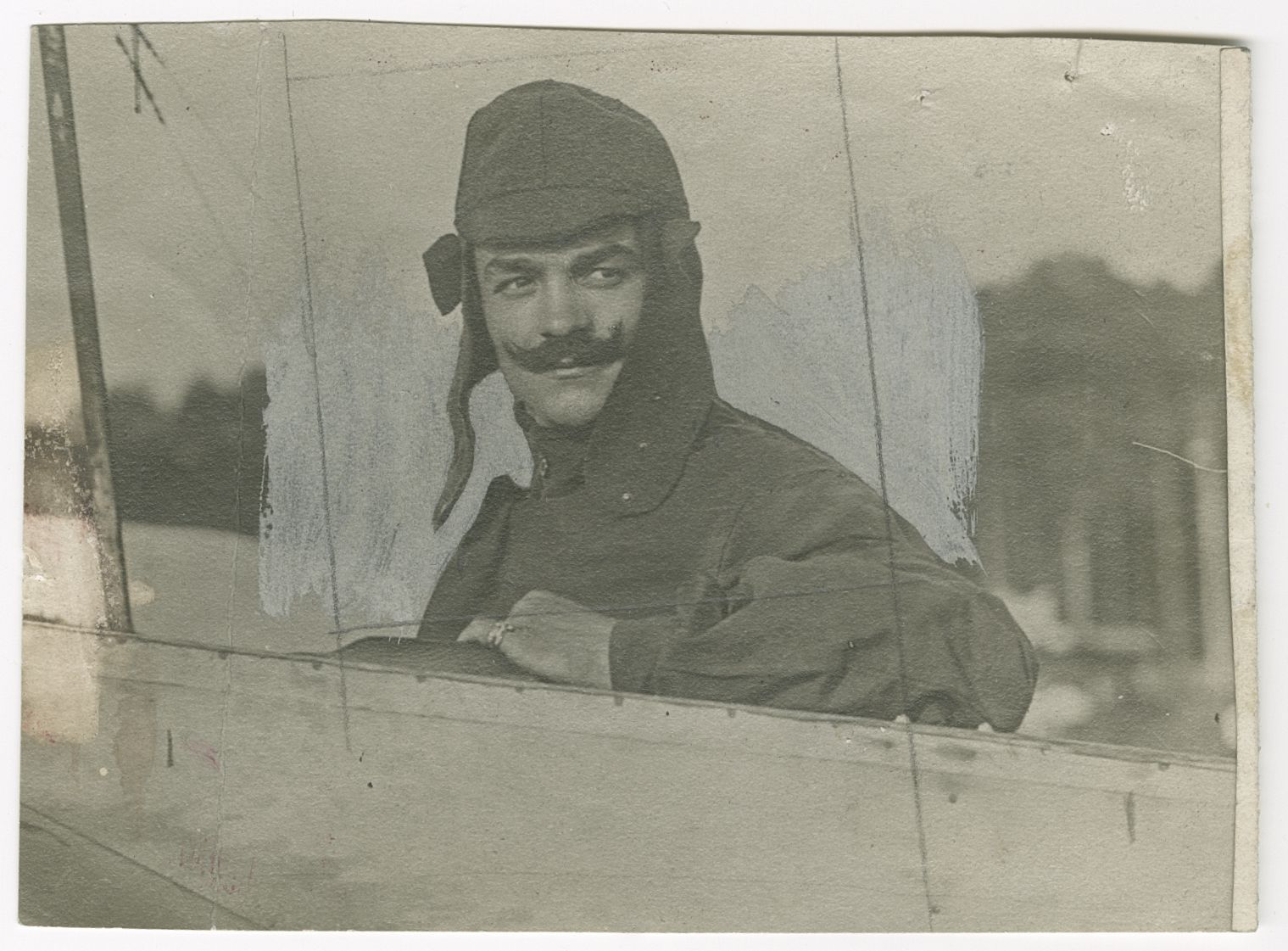

Bartolomeo Cattaneo (Grosio, 30 de janeiro de 1883 — São Paulo,  3 de abril de 1949)   foi o primeiro aviador italiano e o sexto no mundo a receber uma licença de piloto civil, primeiro a cruzar o Rio da Prata em uma aeronave e realizador do primeiro voo de aeronave em Porto Alegre.
Especializado em mecânica, foi contratado por Louis Blériot, como seu mecânico de confiança. Em 1903 participou com Santos Dumont das experiências com aeronaves mais pesadas que o ar. Seguiu seu mestre Blériot por diversas cidades europeias, na França, Rússia e Alemanha, até 1908.
Recebeu seu brevê em Pau, em janeiro de 1910, pilotando uma aeronave construída por Blériot, de quem tinha sido um aluno. Entretanto, mesmo antes de obter a patente de piloto já havia participado em numerosos concursos e recebido diversos prêmios em Reims, Lille, Blackpool e Lanhort. Em 1910, em particular, ganhou diversos prêmios importantes em concursos aeronáuticos, em Verona, em maio do mesmo ano, bateu o recorde de altitude, subindo até 1 670 m com um monoplano Blériot.
O acidente do piloto peruano Jorge Chávez, em setembro de 1910, logo após ter conseguido com sucesso atravessar pela primeira vez os Alpes com um avião, da Suiça para a Itália abalou a opinião pública mundial. Cattaneo, também participante da mesma prova, para honrar a memória de Chávez e reafirmar o futuro seguro da aviação, viajou para a América do Sul.

## América do Sul
Teria vindo a Argentina com intenção de ser instrutor, um de seus alunos foi Leopoldo Delphyn, um dos primeiros proprietários de uma aeronave na Argentina. Voou pela primeira vez, em novembro de 1910, com uma aeronave Blériot XI impulsionada por um motor de 50 HP Gnome, atingindo a 1 500 metros de altitude e um recorde de  velocidade. Depois de uma tentativa falhada, em 16 de dezembro, voou de Buenos Aires a Colônia do Sacramento, no Uruguai, atravessando o Rio da Prata, num percurso de 90 km, ganhando o prêmio de 100 000 libras, oferecido ao primeiro a realizar tal feito. Em 25 de junho fez o primeiro voo entre Rosário e  Buenos Aires. No Chile em 26 de dezembro realizou o primeiro voo sobre a cidade de Santiago.
Em setembro de 1911, chegou a Porto Alegre, com sua aeronave Blériot, a bordo do vapor Javarí do Lóide Brasileiro, sendo recebido pelas autoridades locais, sociedades italianas e pela população local. No dia do voo, foi levado para o antigo hipódromo do Menino Deus, sendo o avião cuidadosamente preparado e inspecionado para a histórica façanha marcada para as 16 horas de 19 de setembro.
Após a decolagem, Cattaneo tomou uma boa altura e fez várias evoluções sobre a cidade, principalmente na área do Menino Deus. Depois do final do voo foi alvo de delirantes manifestações,  sendo carregado em triunfo até as arquibancadas do hipódromo. A multidão era tão grande que havia 200 homens da Brigada Militar fazendo o policiamento. Nos dias seguintes Cattaneo realizou outros voos em Porto Alegre, um deles, devido ao forte vento, fez a aeronave precipitar-se no morro do Menino Deus sem maiores danos para o piloto e avião.
Em 21 de dezembro de 1913, realizou o primeiro voo de Correio Aéreo entre a Argentina (Concepción del Uruguay) e o Uruguai (Paysandu).

## Retorno à Europa
Com a eclosão da Primeira Guerra Mundial,  se alistou com voluntário, sendo instrutor de voo, com o posto de tenente, em várias escolas de pilotagem, de 1915 a 1918. Com o final da guerra deixou a Força Aérea e continuou seu trabalho como piloto civil, em Milão e na Catânia.

## Retorno ao Brasil
Foi contratado pela Caproni, foi enviado ao Brasil, em 1929 foi encarregado de realizar o levantamento aero-fotográfico de São Paulo. Este trabalho foi realizado com uma aeronave Caproni, equipada com equipamentos de "sistema Nistri", foi completado por Cattaneo, que já havia se tornado membro do Sindicato para o desenvolvimento das companhias aéreas no interior do Brasil, em 7 de outubro de 1930. No Rio de Janeiro, fazia exibições acrobáticas, aclamadas pela população. Em 1930, propôs o uso de aviões italianos, em uma linha o Rio de Janeiro-São Paulo-Corumbá-Cuiabá, de mais de 1 000 km. O projeto, que deveria fazer uso de aviões Caproni particularmente adequado para linhas do interior, não foi adiante. Participou da Revolução Constitucionalista do lado de São Paulo.
Em 1933, com a criação da primeira companhia aérea comercial de São Paulo, a VASP, de quem foi um dos fundadores, Cattaneo recebe a linha São Paulo-Ribeirão Preto, com 300 km de distância. Cattaneo permaneceu trabalhando ali até se aposentar. Seus últimos anos são obscuros, tendo vivido em relativa pobreza. Sofrendo de angina, faleceu subitamente em São Paulo e foi sepultado na capela do Cemitério dos Veteranos do Araxá.